# 原因自由行为
原因自由行為（拉丁語：actio libera in causa）旨在處理行為人於行為時處於無責任能力或限制責任能力之狀態，原本基於同時性原則，由於行為時缺乏責任能力而無法成罪，卻例外基於此理論而可以課予刑責，是大陸法系中很重要的理論之一。

## 條文
《中華民國刑法》第19條第1及第2項規定無責任能力或限制責任能力者不罰或減輕其刑，第3則為原因自由行為之規定: 
|  | 「行為時因精神障礙或其他心智缺陷，致不能辨識其行為違法或欠缺依其辨 識而行為之能力者，不罰。（I） 行為時因前項之原因，致其辨識行為違法或依其辨識而行為之能力，顯著 減低者，得減輕其刑。（II） 前二項規定，於因故意或過失自行招致者，不適用之（III）。」 |

## 概說
刑法基於「有責任始有罪責」原則，理論上「行為、責任須同時存在」才能作為刑法處罰基礎，亦即:人民在為一個行為時他必須知道自己做這件事情是錯的，且可以控制自己為這個行為，才能課與他們刑事責任。故而，中華民國刑法第18、19條1、2項中有對於責任能力有無進行規範。然而，如此將會產生「當事人故意或過失(有爭議)讓自己陷於無責任能力而犯罪，藉以規避刑法處罰」情形發生。故而在德國，德國學者Jescheck提出「原因自由行為」的概念，認為：若行為人以自陷無罪責而犯罪者，不可仍得基於責任能力欠缺而免除刑事責任。  
所謂之原因自由行為起源於17、18世紀的德國，受到18世紀的道德哲學與法哲學影響，就當時的觀察乃將行為區分成兩個階段，一個是出於自由意志而可以將主觀歸責於行為人的自由行為，另一個則是主觀上不可歸責於行為人的不自由行為，原則上不自由行為毋庸負責。而原因自由行為則是指行為人在不自由狀態下所實施的結果行為，其行為來自於前開自由行為的情形。 
然而，原因自由行為之可罰性基礎，仍然有學說、實務上的爭議。

## 處罰基礎

### 判決見解:

#### 103台上字1832號判決
刑法第19條第3項之原因自由行為，係指行為人在精神、心智正常，具備完全責任能力時，本即有犯罪故意，並為利用以之犯罪，故意使自己陷入精神障礙或心智缺陷狀態，而於辨識行為違法之能力與依辨識而行為之自我控制能力欠缺或顯著降低，已不具備完全責任能力之際，實行該犯罪行為；或已有犯罪故意後，偶因過失陷入精神障礙或心智缺陷狀態時，果為該犯罪；甚或無犯罪故意，但對客觀上應注意並能注意或可能預見之犯罪，主觀上卻疏未注意或確信其不發生，嗣於故意或因有認識、無認識之過失，自陷於精神障礙或心智缺陷狀態之際，發生該犯罪行為者，俱屬之。故原因自由行為之行為人，在具有完全刑事責任能力之原因行為時，既對構成犯罪之事實，具有故意或能預見其發生，即有不自陷於精神障礙、心智缺陷狀態及不為犯罪之期待可能性，竟仍基於犯罪之故意，或對應注意並能注意，或能預見之犯罪事實，於故意或因過失等可歸責於行為人之原因，自陷於精神障礙或心智缺陷狀態，致發生犯罪行為者，自應與精神、心智正常狀態下之犯罪行為同其處罰。是原因自由行為之行為人，如於精神、心智狀態正常之原因行為階段，對犯罪事實具有故意或應注意並能注意或可得預見，即不能依前揭條文減輕或免除其刑事責任。

### 學說見解[1][2]

#### 構成要件模式
構成要件模式是指，在原因自由行為時，其罪責乃是引用「自由行為」時的罪責，其中又區分成前置模式與擴張模式。

##### 例外模式
原因自由行為是處罰同時性原則的例外，其理由有二：其一乃是基於「權利濫用」原則，蓋人類雖然具備基本權，但是不能濫用，而原因自由行為的行為人便是濫用了「無責任能力」而毋庸被課與刑罰的權利。其二則是基於「違反不真正義務」，違反真正義務之人會同時構成不法跟罪責，亦即獨立成罪，屬於一個定言令式；而違反不真正義務之人則不會單獨成罪，而是無法主張「阻卻罪責」，屬於一個假言令式，乃是「希望不要如此」而非「不能如此」。 

##### (擴張模式:構成要件模式之一種)
擴張模式有別於將原因自由行為視作一個行為責任例外，而是擴張自由行為時之罪責能力至原因自由行為時。其理由在於，罪責的概念，並非僅限於犯罪當下的內在態度，而是透過評價歸屬於行為人，且依據禁止錯誤的規定，可以發現縱使欠缺不法意識，也仍得基於「行為人未為查證、知悉必要法律資訊」而得以歸責，進而可以認為其實立法者就罪責判斷包含「行為前過咎」在內。

## 修法論-德國自醉罪
與原因自由行為相反的就是自醉行為（例如：酒後鬧事），兩者都是在醉態中的做出犯罪行為。而兩者不同者在於「犯罪意識」的先後，原因自由行為在醉前即有犯罪意識，經由計畫後藉由醉態自己而實行犯罪；自醉行為則是先陷入醉態，後有外在刺激而致使醉態自己行為並觸犯刑法，兩者顯有不同。
在中華民國刑法第19條第3項內雖有處罰原因自由行為，但卻漏未規定處罰「自醉行為」，因此使法院審查中僅得避而不談自醉行為而以「故意行為」卻減低責任來加以判刑，以避免立法怠惰下造成漏洞擴大化，但中華民國司法院亦未因此提請法務部送出修正法案。
一般認為因應措施有二：
一者為刪除原因自由行為，將醉態自己視為工具而不得減、免責任，自醉行為則為瑕疵責任能力下意外性、突發性的實行犯罪，則可減、免責任。
二者為將自醉行為納入法條，以補缺漏洞。
但有學者批評，德國的自醉罪不應引入，蓋若連單純喝酒此事都會被處罰，除有過度前置犯行疑慮外，也有可能將刑法變成作為父權思想的展現。

## 相關時事
在列車上查票而殺掉警察的行為人，在第一審基於缺乏責任能力而免除刑責；引發軒然大波。有主張，該行為人明知道自己有精神問題，卻未定期吃藥，因此應該依據刑法第19條3項原因自由行為，使其仍然須背負刑責。亦有提出疑問，精神疾病患者仍然犯了罪，為何他就可以不用負刑事責任?
以立法精神而論，患有精神疾病的患者，他們對於自己的行為，是無法控制的(也就是法律上所稱的責任能力探討)，那就像是如果甲拿乙的手打丙，我們並不能怪罪於乙一樣，我們無法要求乙為自己「無法控制」、或「無法辨識是錯的」之行為而處罰乙。
然而正如上面介紹的，為了避免行為人輕易的將自己陷於無責任能力而規避犯罪，而規範了19條3項。亦即以酒精或藥物等相當手段使自己陷於無法控制行為樣態而完成犯罪依然有罪。
本案辯護一方認為19條3項討論的是「一個責任正常的行為人自陷無責任能力」沒有吃藥此事的情形與此並不相同，亦即，前者是行為人的積極行為，而後者則是行為人單純的不作為，兩者有所不同，不應該混用。
然則依常情，行為人雖有精神障礙但仍能正常購買車票與人對話，雖有導致辨識行為違法及行為控制能力顯著減低，但未達完全喪失程度。應定時服用藥物而不作為本身亦是自主的選擇。綜退一步，不涉及原因自由行為，既然基礎辨識控制能力未達完全喪失，則至多僅能減輕其刑，不能因此免罪。
一種常見的誤解是認為醉態駕駛罪與原因自由行為相關，然而醉態駕駛罪仍然是故意犯罪，是針對明知自己有喝酒仍然故意駕駛動力交通工具之行為，予以處罰，行為人仍然應該要有責任能力方能成立此故意犯罪，然而原因自由行為，所要處理的是因為缺乏責任能力而無法處罰的漏洞，所以兩者並無必然的關係。

## 註解
1. ↑  同時性原則是指於行為發生之同時，行為和故意及責任能力皆需同時存在。